# Кампенусс, Петерис
Петерис Кампенусс (латыш. Pēteris Kampenuss; 24 декабря 1917, Коценский край, Латвия — 19 сентября 1993, Рига, Латвия) — один из сильнейших шахматистов Латвии в 1950 годах.

## Карьера шахматиста
Уже в 17 лет Петерис Кампенусс победил в чемпионате по шахматам латвийского города Валмиера. Но следующие успехи пришли только в 1950 годах, когда Петерис Кампенусс регулярно участвует в финалах чемпионата Латвии по шахматам. 1959 году он достиг наибольшего успеха в своей карьере, когда разделил с Карлисом Класупсом первое место в этом турнире, но проиграл ему дополнительный матч за звание чемпиона Латвии — 3:4.
1954 году Петерис Кампенусс играл за латвийскую команду «Даугава» в розыгрыше командного кубка СССР по шахматам в Риге на шестой доске (+3, =2, −5), а в 1958 году представлял сборную Латвии на командном первенстве СССР по шахматам в Вильнюсе на шестой доске (+0, =1, −4).
В конце жизни Петерис Кампенусс много сил уделял развитию Рижского шахматного клуба.